# Gert Slings
Gert Slings (Munnekezijl, 19 januari 1938) is een voormalig docent Nederlands.

## Biografie
Na zijn studie was hij werkzaam als docent Nederlands aan de Gereformeerde Scholengemeenschap Randstad. In 1975 publiceerde hij Een boos en overspelig geslacht met als ondertitel Moderne literatuur als teken des tijds. In Outlines in Church History geeft Slings een overzicht van de kerkgeschiedenis van Pinksteren tot heden. (Pro Ecclesia Publishers, Armadale, West-Australië). Na zijn pensionering heeft hij zich toegelegd op het maken van twee 
websites over verzetsdeelnemers.
In 2023 publiceerde Slings een boek met als titel: Jan Verhoeff, Zeeuws schilder en verzetsstrijder. Een van de Tien van Renesse. Het is een uitgave van het Brouws Museum te Brouwershaven